# Fort 49 „Krzesławice”
Fort główny artyleryjski 49 „Krzesławice” – typowy jednowałowy fort artyleryjski stanowiący ważny element północno-wschodniego odcinka, tak zwanego III pierścienia austriackich umocnień Twierdzy Kraków. Zlokalizowany na obecnym terenie nowohuckiego osiedla Na Stoku przy ulicy Architektów w Dzielnicy XVII Wzgórza Krzesławickie w Krakowie. W forcie mieści się Młodzieżowy Dom Kultury Fort 49 „Krzesławice”, a otoczenie fortu stanowi rolę parku rekreacyjnego z alejkami i ławkami.

## Historia
Pierwsze prace budowlane (budowa dzieł półstałych – szańców drewnianoziemnych) przypadają na lata 1872–1878, natomiast w 1881–1886 nastąpiła całkowita przebudowa Fortu 49 „Krzesławice” na fort artyleryjski. (W początku XX wieku powstały dwa sąsiednie forty: na zachodzie pancerny Fort 49a „Dłubnia”, a na wschodzie Fort 49¼ „Grębałów”)
W lecie 1914 fort reprezentował już pełną gotowość bojową. W dniach 18–20 listopada tego samego roku artyleria fortu bierze udział w ostrzeliwaniu czołówek wojsk rosyjskich podchodzących pod Twierdzę Kraków – w I fazie tzw. Bitwy o Kraków.
W okresie międzywojennym fort znajdował się w posiadaniu Wojska Polskiego i pełnił funkcję magazynową. Dodatkowo w okolicach roku 1930 na forcie zamontowany został maszt nasłuchowy radiostacji polskiego kontrwywiadu, która zbierała m.in. materiał do rozszyfrowania Enigmy.
Na początku II wojny światowej fort przejęli Niemcy i wywieźli z niego całą zgromadzoną amunicję. Od 11 listopada 1939 roku do 15 października 1941 roku w forcie (a dokładniej w fortecznych fosach) miały miejsce egzekucje polskich patriotów – więźniów z Montelupich i więzienia w dawnym klasztorze św. Michała w Krakowie (przy ulicy Senackiej). Pod koniec 1945 roku (od 15 października do 6 grudnia) nastąpiła ekshumacja 440 zwłok z 29 grobów i przeniesienie ciał do zbiorowej mogiły na zapolu fortu.
Po zakończeniu wojny fort stosunkowo szybko został przekazany w użytkowanie cywilne. W latach 1949–1952 był on hotelem robotniczym dla ekip budujących Nową Hutę.

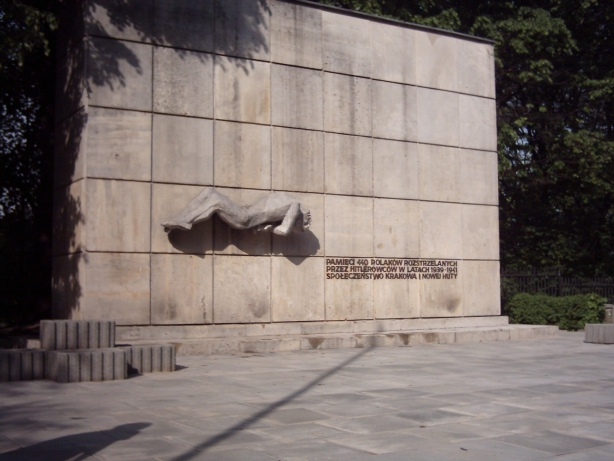
Pomnik poległych w Krzesławicach

27 maja 1957 roku odsłonięto tablicę pamiątkową na zbiorowym grobie – jednak z nieprawdziwymi datami dokonywanych egzekucji. Rok później, ku czci krzesławickich ofiar hitlerowskiego terroru, w pobliżu fortu postawiono pomnik.
Przez kolejne 30 lat postępowała wyraźna dewastacja miejsca mordu. Na mocy decyzji władz Nowej Huty w połowie lat 70. kaponiery północną i wschodnią zasypano, a zachodnią wysadzono w powietrze, mimo że stanowiły one miejsca egzekucji. W roku 1978 teren ten został przekazany władzom osiedlowym i przeznaczony na ogródki działkowe, choć teren ten wykorzystywali w tym celu okoliczni mieszkańcy już od lat 60 XX w. Zasypane fosy zarosły samosiejkami drzew i krzewów, w części wysypywano śmieci. Schrony pogotowia zasypano, tworząc z nich piwnice, na powierzchni wybudowano altanki działkowe, w dawnych koszarach i schronie głównym zlokalizowano magazyny.
W 1993 roku powstała koncepcja przekazania fortu na działalność pobliskiego Młodzieżowego Domu Kultury. Jej autorami byli Stanisław Owca – przewodniczący Rady Dzielnicy XVII m. Krakowa oraz Franciszek Dziadoń – dyrektor MDK. W maju 1994 roku oficjalnie przekazano Fort 49 „Krzesławice” Młodzieżowemu Domowi Kultury na Stoku. Do końca roku 1999 trwały prace zabezpieczające oraz remontowe i w końcu – 5 stycznia 2000 roku MDK rozpoczął działalność w prawej części koszar. Do grudnia 2003 roku włączono do użytkowania 356 m² po lewej stronie, a we wrześniu 2004 kolejne 171 m². W latach 2005–2007 wyremontowano ostatni fragment lewej części koszar szyjowych (341 m²) oraz zrekonstruowano zachodnie wyjście. W 2008 wybudowano 75-metrowe ogrodzenie fosy (od strony płd.-wsch.) oraz zmodernizowano prawą stronę dachu budynku koszarowego. W latach 2009–2010 nastąpiła przebudowa nawierzchni dawnego placu koszarowego oraz wewnętrznej kanalizacji opadowej. Od 2011 prowadzone są prace konserwatorskie związane z odsłonięciem i zabezpieczeniem ścian kaponiery wschodniej. Proces restauracji fortu jest kontynuowany – odkopywane są zasypane kaponiery, fosy i wały. Obecnie to najlepiej zaadaptowany fort artyleryjski w Krakowie.

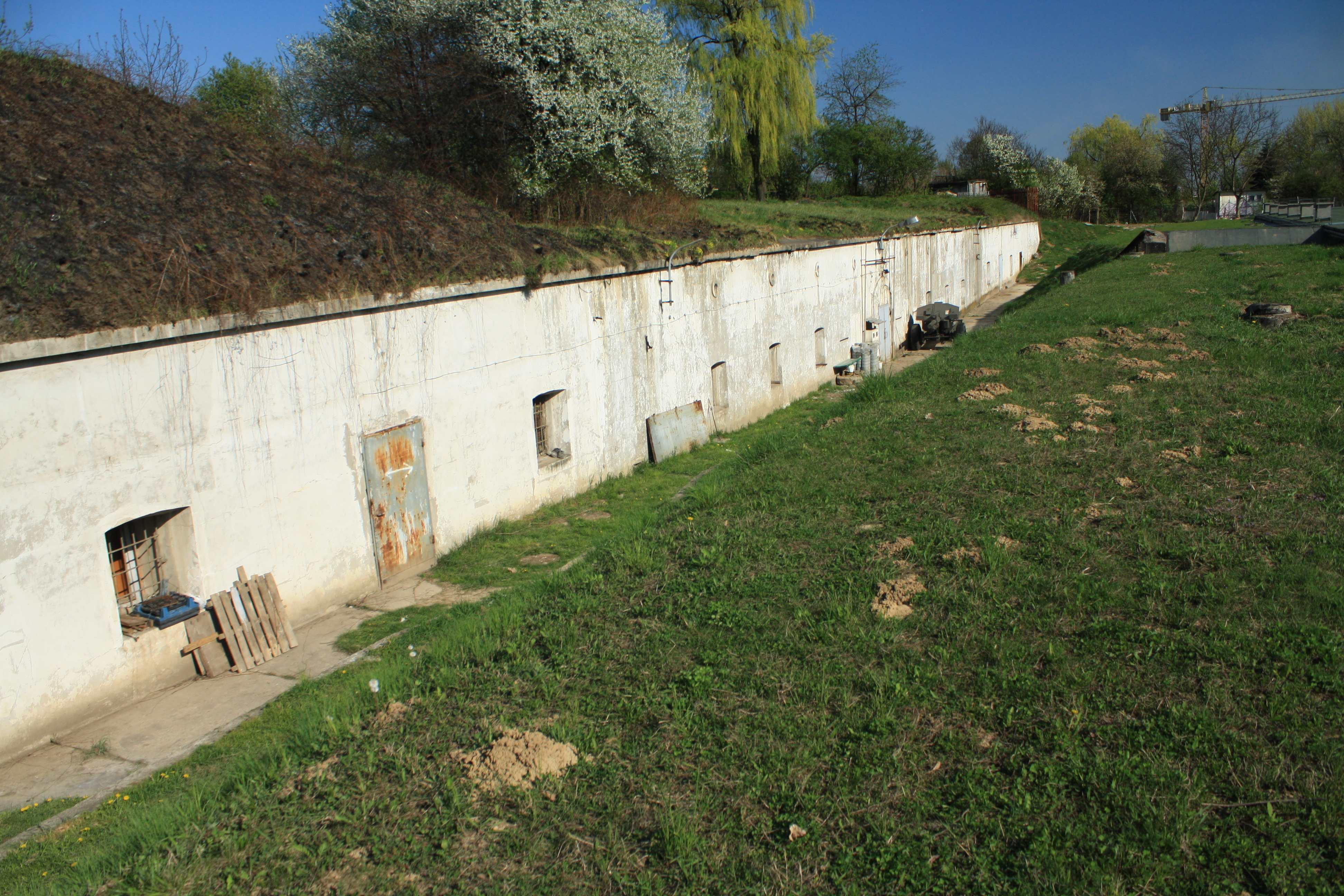
Schron główny
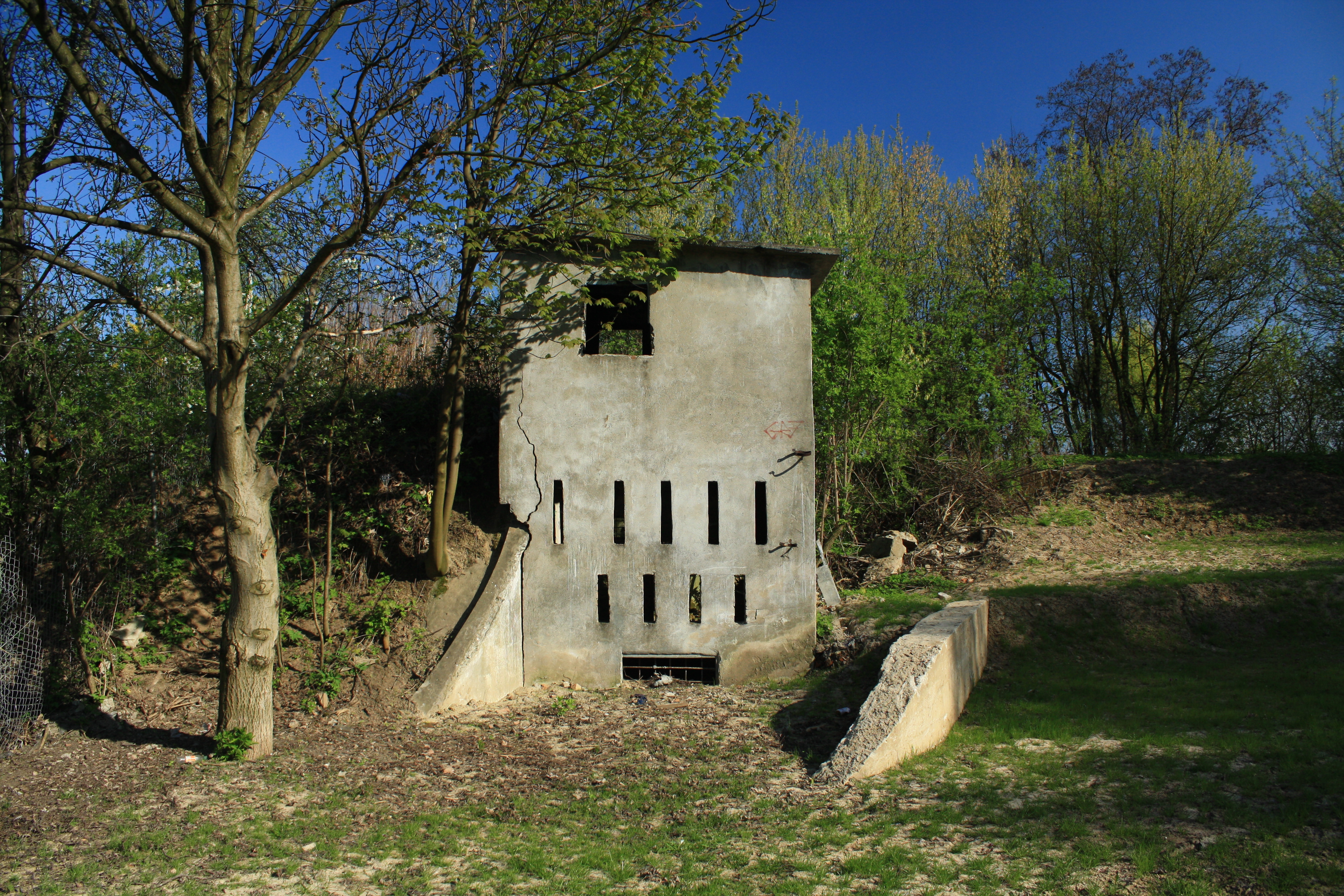
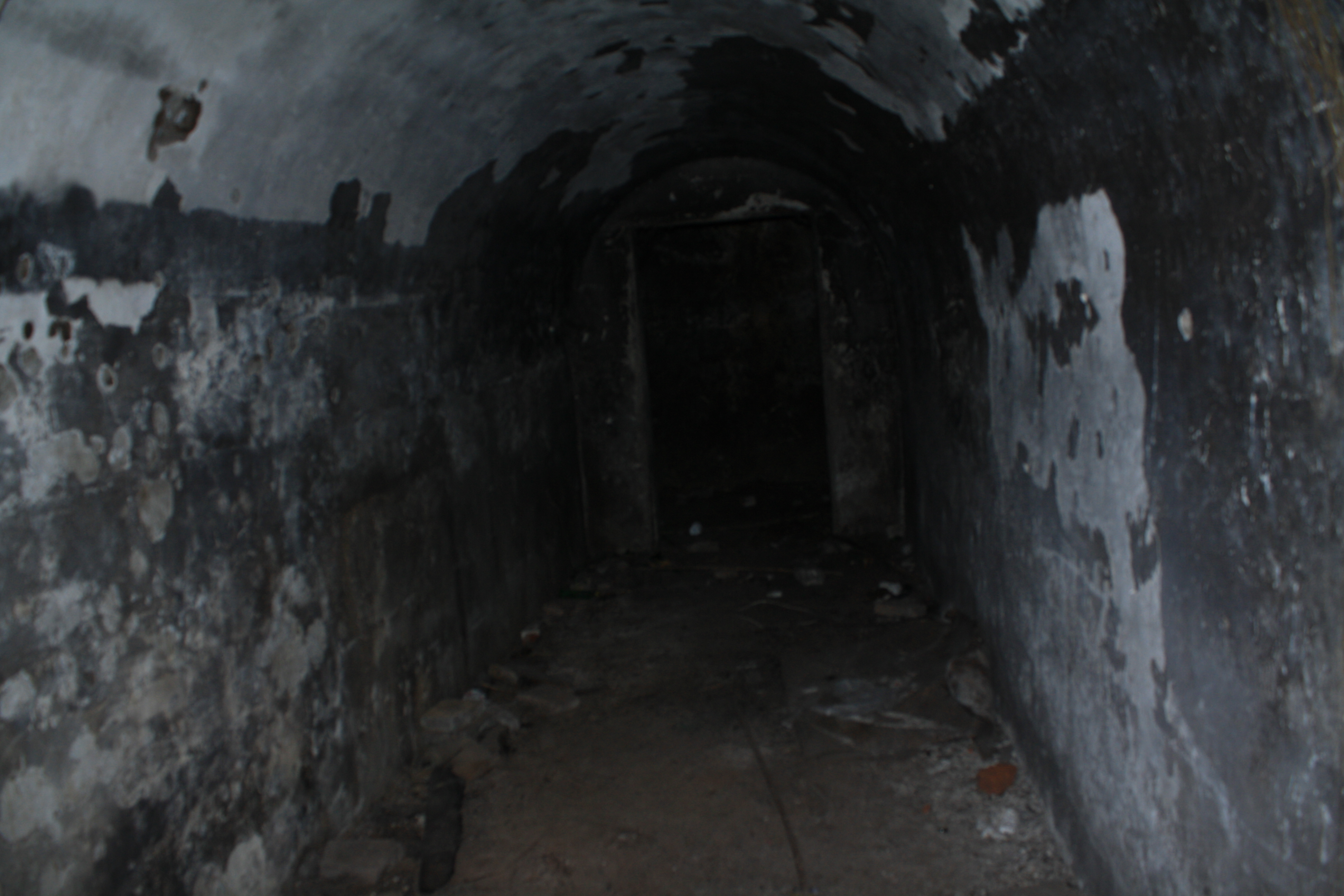
wnętrze jednego ze schronów